# Георги Рашеев
Георги Тонков Рашеев е български индустриалец, създател на първата ленено-конопена предачница в България.

## Ранни години
Роден е в Габрово на 18 януари 1866 г. Баща му Тонко Рашеев е габровски гайтанджия. През 1885 г. завършва Априловската гимназия, а след това заминава за Одеса при чичо си Никола Рашеев на търговска практика. Заминава за Крефелд, където учи тъкачество и апретура. През 1890 г. завършва бояджийския отдел на техническото училище в Кемниц. След завръщането си в Габрово започва да се занимава с багрене на вълна.

## Фабрикантска дейност
По предложение на Главното интендантство при Министерство на войната, през 1901 г., създава ленено-конопена тъкачница, която работи с 10 механични стана, която има за цел да задоволява нуждите на армията с ленени и конопени платове. През 1905 г. започва производството на памучни и смесени с лен тъкани, като суровините са внос от Австрия, Белгия и Великобритания. След влошаване на здравето му, кани на 12 септември 1908 г. неговия учител индустриалеца Васил Карагьозов да поеме управленските функции на фабриката. Карагьозов успява да осигури кредити, с които се закупуват нови машини и се разширява фабриката, а с това се увеличава производството. В началото на 1912 г. прераства в предачница, като се произвеждат около 1,5 млн. m платове годишно. Монтирани са два парни двигателя. През 1933 – 1934 г. фабриката, простираща се на площ 7 декара, включва предачница, тъкачница, цех за импрегнация и апретурен цех. Предачницата се състои от 1000 вретена, които произвеждат по 200 тона прежда годишно, а тъкачницата се състои от 175 механични стана, произвеждащи по около 2 млн. m плат годишно. Фабриката произвежда ленени, конопени, памучни и импрегнирани платове, а с това стимулира производството на лен, коноп и памук в България. След национализацията ѝ през 1947 г. фабриката става част от „Технически текстил“ Самоков, а в началото на 1970-те години е закрита.